# Lisa-Marie Karlseng Utland
Lisa-Marie Karlseng Utland (Mo i Rana, 19 settembre 1992) è un'ex calciatrice norvegese, di ruolo attaccante.
Negli oltre 10 anni di carriera ha giocato, oltre che nel campionato nazionale, anche in quello svedese, due stagioni con il Rosengård vincendo una Coppa di Svezia, e in quello inglese, una stagione con il Reading, prima di chiudere la carriera in patria con il  Rosenborg.
Ha inoltre indossato la maglia della sua nazionale a tutti i livelli, dalle giovanili fino alla nazionale maggiore, conquistando con quest'ultima un'Algarve Cup nell'edizione 2019.

## Carriera

### Club
Nata a Mo i Rana, inizia a giocare a calcio nel Gruben, passando in seguito al Bossmo & Ytteren di Nord-Rana, vicino alla sua città natale. Nel 2009, a 17 anni, passa alla prima squadra del Fløya, con cui debutta in Toppserien, massima divisione norvegese, il 27 settembre, entrando nell'intervallo della sconfitta per 2-1 in casa contro il Kolbotn. Segna il suo primo gol in carriera il 31 ottobre, realizzando l'1-0 al 25' nel pareggio casalingo per 3-3 con il Klepp. La stagione successiva realizza la prima doppietta, il 5 aprile 2010 nel 2-1 interno sul Trondheims-Ørn. Alla prima stagione arriva decima, mentre alla seconda termina in dodicesima e ultima posizione, retrocedendo in 1. divisjon, non riuscendo poi a tornare in massima serie l'anno successivo dopo essere arrivata terza. Chiude con 29 presenze e 8 reti.
Nel 2012 ritorna in Toppserien, firmando con l'Amazon Grimstad. Esordisce il 14 aprile, giocando titolare nello 0-0 sul campo del Kolbotn. Realizza le prime reti il 5 maggio, segnando una tripletta nel 5-1 in trasferta contro il Fart. Termina la stagione con 22 apparizioni e 7 gol, al decimo posto in classifica.
L'anno successiva cambia nuovamente squadra, passando al Trondheims-Ørn. Gioca la prima gara anche in questo caso contro il Kolbotn, il 27 aprile 2013, in casa, entrando al 67' e perdendo per 4-3. Segna il primo gol il 5 giugno in Norgesmesterskapet kvinner, la Coppa di Norvegia femminile, realizzando l-0 al 21' nella trasferta contro il Byåsen vinta per 2-1. Tre giorni dopo arriva la prima marcatura in campionato, quella del definitivo 2-1 al 66' nella sfida vittoriosa sul campo del Sandviken. Alla quarta stagione in gialloblu, è autrice di 7 gol in una gara sola, il successo per 8-2 in trasferta contro il KIL/Hemme in Coppa di Norvegia del 25 maggio 2016. Nei quattro campionati al Trondheims-Ørn arriva due volte settima, alla prima e all'ultima stagione, e due volte ottava, nelle due stagioni centrali, chiudendo con un totale di 82 partite giocate e 30 gol in campionato, oltre a 6 presenze e 6 reti con la seconda squadra.
Nel 2017 si trasferisce al Røa, giocando per la prima volta il 17 aprile, quando parte titolare nella sconfitta per 2-1 in casa con lo Stabæk, una gara dove realizza anche la sua prima marcatura, il momentaneo pareggio al 40'.
Per la stagione 2018 si è trasferita al Rosengård, andando a disputare la Damallsvenskan, massima serie del campionato svedese femminile di calcio, prima esperienza al di fuori della Norvegia. Alla sua prima stagione con la società con sede a Malmö condivide con le compagne la vittoria in Svenska Cupen damer dove la sua squadra batte in finale per 1-0 le avversarie del Linköping, mentre in campionato, dove va a segno per la prima volta il 21 aprile 2018 in trasferta con una doppietta all'IFK Kalmar, ottiene il terzo posto in una combattutissima stagione che la vedono dietro di soli 3 punti dalle campionesse Piteå IF e 2 dal Kopparbergs/Göteborg.
Grazie al secondo posto in Damallsvenskan 2017 la squadra disputa l'edizione 2018-2019 di UEFA Women's Champions League, dove Utland debutta il 12 agosto 2018, nell'incontro di andata valido per i sedicesimi di finale della stagione 2018-2019 vinto dalle svedesi sulle russe del Rjazan'-VDV, e sigla la sua prima rete nei successivi ottavi di finale, ottenendo il parziale pareggio sull'1-1 nell'incontro di andata con le ceche dello Slavia Praga, partita poi vinta da queste ultime e che elimineranno poi le svedesi con il successivo 0-0 al ritorno.
Rimane con il Rosengård fino all'estate 2019, prima che le sue compagne conquistassero l'undicesimo titolo di campionesse di Svezia, decidendo di trasferirsi al Reading con cui disputare la FA Women's Super League, livello di vertice del campionato inglese. Con la nuova squadra va a segno il 13 ottobre 2019, determinante nella vittoria casalinga con l'Everton dove al 70º minuto porta il risultato sul 3-2 sulle avversarie.
A fine giugno 2020 ha lasciato il Reading dopo una sola stagione per tornare a giocare in Norvegia al Rosenborg, nuova denominazione del Trondheims-Ørn, squadra con la quale aveva giocato dal 2013 al 2016.
Dopo altre due stagioni nel club norvegese, con le quali raggiunge il secondo posto in classifica nei campionati 2020 e 2021, alla scadenza del contratto non avendo ricevuto alcuna proposta per continuare né con la sua squadra né all'estero, l'attaccante decide di ritirarsi dal calcio giocato nel dicembre 2021.

### Nazionale

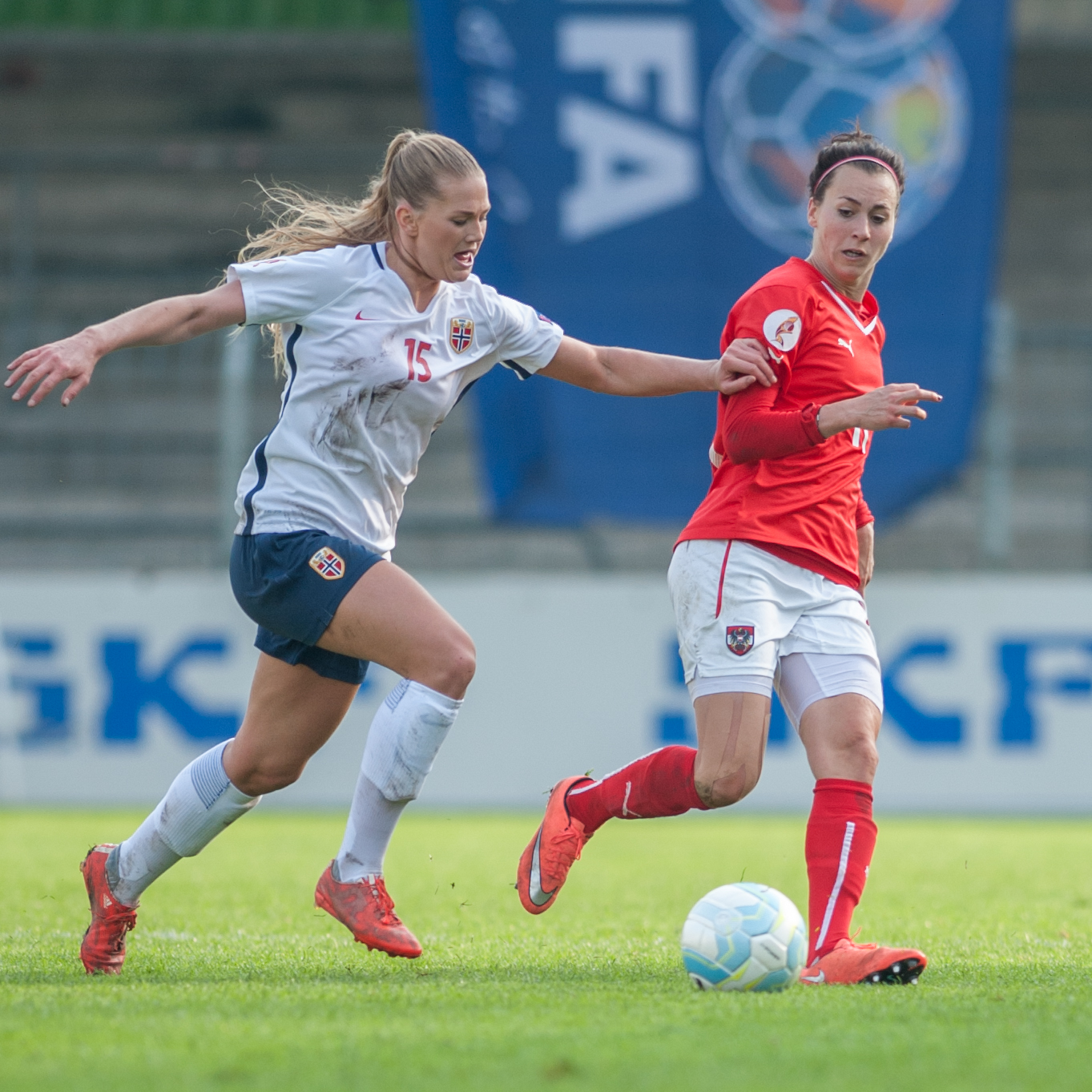
Karlseng Utland nel 2016 con la nazionale norvegese contro l'austriaca Viktoria Schnaderbeck.

Inizia a giocare nelle nazionali giovanili norvegesi nel 2008, a 16 anni non ancora compiuti, quando debutta in Under-16, ottenendo 9 presenze e 6 gol in tre mesi.
Nel 2009 gioca in Under-17, con cui partecipa all'Europeo Under-17 2009 a Nyon, in Svizzera, perdendo entrambe le gare, la semifinale con la Spagna e la finale terzo-quarto posto con la Francia. Chiude con 6 apparizioni e 5 reti.
Dal 2009 al 2010 fa parte della Nazionale Under-19, giocandovi 15 volte e segnando 5 gol.
Nel 2012 viene utilizzata dall'Under-20 in un'amichevole persa per 4-2 in trasferta contro l'Italia a Soragna.
Tra 2014 e 2015 gioca in Under-23, ottenendo 7 presenze, senza riuscire a segnare.
Il 23 maggio 2015 debutta in nazionale maggiore, entrando all' 81' al posto di Emilie Haavi nella sconfitta in amichevole per 3-2 contro il Belgio in trasferta a Sint-Truiden.
Nello stesso anno il commissario tecnico norvegese Even Pellerud la convoca per il Mondiale 2015 in Canada. Le norvegesi passano il girone con Germania, Thailandia e Costa d'Avorio, ma escono agli ottavi di finale contro l'Inghilterra. Karlseng Utland è impiegata nella gara del girone contro le ivoriane e negli ottavi contro le inglesi.
Segna per la prima volta con la Norvegia il 22 gennaio 2016 nella sfida del torneo di La Manga, in Spagna contro la Romania vinta per 6-0, nella quale realizza l'ultima rete al 71'.
Anche il nuovo CT Martin Sjögren la inserisce nella lista delle 23 convocate per gli Europei 2017 nei Paesi Bassi. La Norvegia esce nel girone con Paesi Bassi e Danimarca, poi finaliste, e con il Belgio, non ottenendo nemmeno un punto e non segnando nemmeno una rete, peggior prestazione di sempre delle norvegesi. Karlseng Utland gioca le gare contro belghe e danesi.
Il 15 settembre 2017 segna il suo primo gol ufficiale in nazionale, il terzo in totale, quello del 3-0 al 52' nel successo per 4-1 contro l'Irlanda del Nord in casa a Fredrikstad nella gara d'esordio delle qualificazioni al Mondiale 2019 in Francia.

## Palmarès

### Club
- Coppa di Svezia: 1

Rosengård: 2018-2019

### Nazionale
- Algarve Cup: 1

2019